# STS-51-F
STS-51-F (Space Transportation System-51-F) var Challengers 8. rumfærge-flyvning, opsendt d. 29. juli 1985 og vendte tilbage d. 6 august 1985.
Missionen medbragte rum-laboratoriet Spacelab-2 med eksperimenter.
Fem minutter efter opsendelsen svigtede den ene af rumfærgens tre hovedmotorer, hvilket medførte en såkaldt Abort to orbit, og rumfærgen måtte gå i et lavere kredsløb end planlagt.

## Besætning
- Gordon Fullerton (kaptajn)
- Roy Bridges (pilot)
- Story Musgrave (missionsspecialist)
- Anthony Englan (missionsspecialist)
- Karl Henize (missionsspecialist)
- Loren Acton
- John-David Bartoe

## Missionen
- Panelet med Abort viser oprindeligt planlagt kredsløb afbrudt.
- Spacelab-2 i Challengers lastrum.
- Rumfærgens robotarm holder instrumentet Plasma Diagnostics Package (PDP)

Hovedartikler: